# Steganthera australiana
Steganthera australiana är en tvåhjärtbladig växtart som beskrevs av Cyril Tenison White. Steganthera australiana ingår i släktet Steganthera och familjen Monimiaceae. Inga underarter finns listade i Catalogue of Life.